# Taraxacum karatavicum
Taraxacum karatavicum là một loài thực vật có hoa trong họ Cúc. Loài này được Schischk. mô tả khoa học đầu tiên năm 2000.